# St. Vincenz (Altenhagen I)

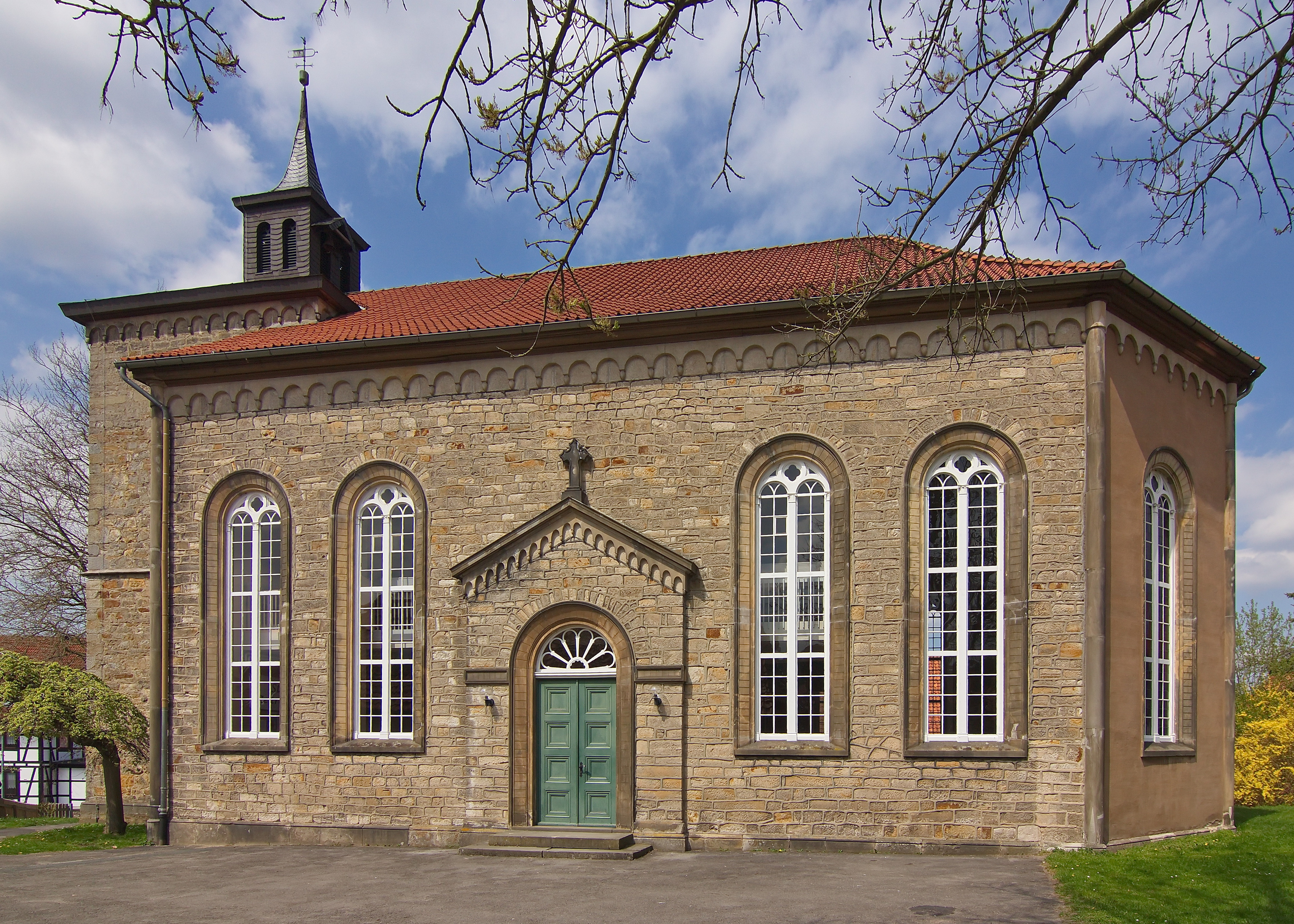
Altenhagen I, St. Vincenz

Die evangelisch-lutherische denkmalgeschützte Kirche St. Vincenz in Altenhagen I gehört zum Kirchenkreis Laatzen-Springe im Sprengel Hannover der Evangelisch-lutherischen Landeskirche Hannovers.

## Beschreibung
Das Dorf Altenhagen wurde zu Beginn des 16. Jahrhunderts anstelle des wüst gefallenen Dorfes Sedemünder besiedelt und übernahm das Patrozinium des heiligen Vinzenz von Valencia von dessen Kirche. Die St.-Vincenz-Kirche wurde im Dreißigjährigen Krieg zerstört und 1653 wieder aufgebaut. Aufgrund des Bevölkerungswachstums ab Ende des 18. Jahrhunderts erwies sich die Kirche zu klein. 1839 wurde der Neubau einer Kirche nach einem Entwurf des Baukondukteurs Peters aus Hameln angegangen.
So entstand die heutige steinsichtige Saalkirche im Rundbogenstil, die am 30. Juli 1843 eingeweiht wurde. Der Chor im Osten hat einen dreiseitigen Abschluss. Beim quadratischen Kirchturm im Westen sind im Sockelbereich noch Reste des Vorgängers von 1556 vorhanden. Hinter seinen Klangarkaden befindet sich der Glockenstuhl, in dem zwei Kirchenglocken hängen, die ältere aus Bronze hat 1901 die Radlersche Glockengießerei gegossen und hat den Schlagton des″, die jüngere mit dem Schlagton b′ ist eine Eisenhartgussglocke, die 1951 von J. F. Weule gegossen wurde. Der Turm ist bedeckt mit einem flachen Pyramidendach, auf dem ein Dachreiter mit einer Schlagglocke sitzt.
Der Innenraum ist mit einem verputzten segmentbogigen Tonnengewölbe überspannt. Die klassizistische Altar-Kanzel-Wand sowie die Emporen und die Kirchenbänke sind aus der Bauzeit. Ein achteckiges Taufbecken in Form eines Kelches stammt von 1649.

## Orgel
In der St.-Vincenz-Kirche steht die älteste mit Ausnahme des Prospektregisters unverändert erhaltene Orgel des Elzer Orgelbauers Philipp Furtwängler.
Das Instrument mit 20 Registern, verteilt auf zwei Manuale und ein Pedal, wurde 1843/44 erbaut, wobei Furtwängler zwei von ihm für notwendig erachtete Register (in der Disposition unten die Nummern 8 und 16) über den Vertrag hinaus ohne Aufpreis einbaute. Eine technische Besonderheit ist die platzsparende Anordnung der Manualregister als „durchschobene Manualladen“ auf einer gemeinsamen Windlade, wobei die Kanzellen der Manualwerke sich abwechseln. Das Instrument wurde 1844 vom hannoverschen Schlossorganisten Heinrich Friedrich Enckhausen lobend abgenommen.
Ein 1884 unterbreiteter und 1900 erneut aufgegriffener Umbauvorschlag, der in die Disposition eingegriffen hätte, wurde als „nicht dringlich“ verworfen. 1917 mussten die Prospektpfeifen für Kriegszwecke abgegeben werden, sie wurden 1937 provisorisch mit Zinkpfeifen und bei der Restauration 1971 dauerhaft erneuert. Das übrige Werk ist im Originalzustand erhalten, es wurde 1937 und 1954 durch Furtwänglers Nachfolger Emil Hammer, 1971 durch Albrecht Frerichs und 1999/2001 durch die Gebrüder Hillebrand restauriert.
Seit 1950 steht das Instrument unter Denkmalschutz.
| I Hauptwerk CD–f3 |               |        |
| 01.               | Bordun        | 16′    |
| 02.               | Principal     | 08′ *  |
| 03.               | Rohrflöte     | 08′    |
| 04.               | Octav         | 04′    |
| 05.               | Spitzflöte    | 04′    |
| 06.               | Quinte        | 03′    |
| 07.               | Octav         | 02′    |
| 08.               | Tertia        | 1 3⁄5′ |
| 09.               | Mixtur III–IV | 1 ⁄3′  |
| 10.               | Trompete      | 08′    |

| II Positiv CD–f3 |             |     |
| 11.              | Gedact      | 08′ |
| 12.              | Gambe       | 08′ |
| 13.              | Gemshorn    | 04′ |
| 14.              | Gedactflöte | 04′ |
| 15.              | Flageolet   | 02′ |
| 16.              | Gedact      | 02′ |

| Pedal C–c1 |             |     |
| 17.        | Subbaß      | 16′ |
| 18.        | Bordun      | 08′ |
| 19.        | Octav       | 04′ |
| 20.        | Posaunenbaß | 16′ |

- Koppeln: II/I
- Effektregister: Glockenspiel